# 安城市立篠目中学校
安城市立篠目中学校（あんじょうしりつ ささめちゅうがっこう）は、愛知県安城市篠目町にある公立中学校。通称は「篠中」。

## 概要
- 安城市立梨の里小学校校区、安城市立作野小学校校区、安城市立二本木小学校校区の一部の生徒が通学する[1]。
- 安城市西部に位置し、校地の北西の一角は知立市に接する。

## 沿革
- 1983年（昭和58年）4月 - 安城市立安城西中学校から分離し、開校。

## 交通アクセス
- あんくるバス作野線、西部線「作野福祉センター」バス停より徒歩約3分。
- JR東海道新幹線・東海道本線三河安城駅下車、徒歩約15分。

## 著名な出身者
- 谷本歩実（柔道家）[2]
- 田村響（ピアニスト）[3]
- ゆめまる（YouTuber、東海オンエア）

## 周辺施設
- 安城市立三河安城小学校
- 安城市立作野小学校
- 安城市立今池小学校
- 知立市立知立小学校
- 篠目公園
- 作野福祉センター
- 東海道新幹線・東海道本線三河安城駅